# Helicoide

Un helicoide con α = 1, −1 ≤ ρ ≤ 1 y −π ≤ θ ≤ π.

El helicoide, también conocido como superficie helicoidal, es, después del plano y el catenoide, la tercera superficie mínima o minimal en ser descubierta.

## Descripción

Un helicoide recto.

Fue descrita por Euler en 1774 y por Jean Baptiste Meusnier en 1776. Su nombre, que viene del griego ἑλικοειδής helikoeidḗs, deriva de su similitud con la hélice: para cada punto del helicoide, existe una hélice contenida en el helicoide que pasa por ese punto. Dado que se considera que la gama de planos se extiende por el infinito negativo y positivo, la observación atenta muestra la apariencia de dos planos paralelos o especulares en el sentido de que si se traza la pendiente de un plano, se puede ver que el coplano se salta o evita, aunque en realidad el coplano también se traza desde la perspectiva opuesta.
El helicoide es también una superficie reglada, lo que significa que es la traza de una línea. Además, para cualquier punto de la superficie, existe una recta en la superficie que pasa por él. De hecho, Catalan demostró en 1842 que el helicoide y el plano eran las únicas superficies minimales regladas.
Un helicoide es también una superficie de traslación en el sentido de la geometría diferencial.
El helicoide y el catenoide forman parte de una familia de superficies minimales helicoidales-catenoides.
El helicoide tiene forma de tornillo de Arquímedes, pero se extiende infinitamente en todas las direcciones. Se puede describir mediante las siguientes ecuaciones paramétricas en coordenadas cartesianas:
{\displaystyle x=\rho \cos(\alpha \theta ),\ }
{\displaystyle y=\rho \operatorname {sen}(\alpha \theta ),\ }
{\displaystyle z=\theta ,\ }
donde ρ y θ van de infinito a menos infinito, mientras que α es una constante. Si α es positivo, el helicoide es dextrógiro, como se muestra en la figura; si es negativo, es levógiro.
El helicoide tiene curvaturas principales {\displaystyle \pm \alpha /(1+\alpha ^{2}\rho ^{2})\ }. La suma de estas cantidades da la curvatura media (cero ya que el helicoide es una superficie mínima) y el producto da la curvatura gaussiana.

El helicoide es homeomorfo al plano {\displaystyle \mathbb {R} ^{2}}  Para ver esto, hacemos que α disminuya continuamente desde su valor dado hasta cero. Cada valor intermedio de α describirá un helicoide diferente, hasta que se alcance α = 0 y el helicoide se convierta en un plano vertical.
A la inversa, un plano puede convertirse en un helicoide eligiendo una línea, o eje, en el plano, y luego girando el plano alrededor de ese eje.
Si un helicoide de radio R gira un ángulo θ alrededor de su eje mientras se eleva una altura h, el área de la superficie viene dada por
{\displaystyle {\frac {\theta }{2}}\left[R{\sqrt {R^{2}+c^{2}}}+c^{2}\ln \left({\frac {R+{\sqrt {R^{2}+c^{2}}}}{c}}\right)\right],\ c={\frac {h}{\theta }}}

## Helicoide y catenoide

Animación que muestra la transformación de un helicoide en un catenoide

El helicoide y el catenoide son superficies localmente isométricas.